# Castellanus
Il termine castellanus (abbreviazione: cas) indica una delle quindici specie in cui possono presentarsi alcuni generi di nubi. Deriva dall'analoga parola latina il cui significato è "castellano", a forma di castello".
I castellanus presentano delle protuberanze cumuliformi a forma di torrette, generalmente poco più alte che larghe, sono connesse tra loro da una base comune e disposte in linee più o meno regolari. Ciò conferisce a esse un aspetto merlato, visibile specialmente se le nubi sono osservate di fianco.

## Classificazione
La specie castellanus può essere applicata ai seguenti quattro generi di nubi:
- Altocumulus (Ac cas);
- Cirrocumulus (Cc cas);
- Cirrus (Ci cas);
- Stratocumulus (Sc cas).

Alcuni autori applicano questa specie anche nel caso dei cumuli, ma non è riconosciuta da servizi meteorologici nazionali come Météo-France, associazioni scientifiche come l'American Meteorological Society o l'Organizzazione meteorologica mondiale, curatrice dall'Atlante Internazionale delle Nubi.